# Częstochowa
Częstochowa (/t͡ʂɛ̃stɔ'xɔva/ⓘ) (pronunciado en español: Chenstojóva) es una ciudad industrial del sur de Polonia, perteneciente al voivodato de Silesia. Ubicada en la parte alta del río Warta, se encuentra en la región histórica de la Polonia Menor (Malopolska) y cuenta con una población de 235 798 habitantes, según censo de 2011. En la ciudad se encuentra el monasterio de Jasna Góra, que alberga la Virgen de Częstochowa. A pesar de pertenecer al voivodato de Silesia desde 1999, Częstochowa no forma parte de Silesia.

## Geografía
Geográficamente la ciudad está situada en el límite de tres mesorregiones incluidas en la provincia de Meseta Malopolska. En Częstochowa las altitudes son entre 236 a 305m sobre el nivel del mar. El punto más bajo de la ciudad se encuentra cerca del río Warta al este de Mirow, y más alto se eleva la montaña Ossona, situada al este de la Acerería de Częstochowa. La ciudad está situada en la cuenca de Oder y su mayoría es drenada por el río Warta y sus afluentes (Kucelinka, Konopka, Stradomka, Gorzelanka). Sólo la parte norte y noroeste de la ciudad es drenada por el río Białka, el afluente de Liswarta. A unos 60 kilómetros al sur de la ciudad está el Aeropuerto Internacional de Katowice. La ciudad se sitúa a 64km al norte de Katowice. 

### Clima
| Parámetros climáticos promedio de Częstochowa (1991-2020) | Parámetros climáticos promedio de Częstochowa (1991-2020) | Parámetros climáticos promedio de Częstochowa (1991-2020) | Parámetros climáticos promedio de Częstochowa (1991-2020) | Parámetros climáticos promedio de Częstochowa (1991-2020) | Parámetros climáticos promedio de Częstochowa (1991-2020) | Parámetros climáticos promedio de Częstochowa (1991-2020) | Parámetros climáticos promedio de Częstochowa (1991-2020) | Parámetros climáticos promedio de Częstochowa (1991-2020) | Parámetros climáticos promedio de Częstochowa (1991-2020) | Parámetros climáticos promedio de Częstochowa (1991-2020) | Parámetros climáticos promedio de Częstochowa (1991-2020) | Parámetros climáticos promedio de Częstochowa (1991-2020) | Parámetros climáticos promedio de Częstochowa (1991-2020) |
| Mes                                                       | Ene.                                                      | Feb.                                                      | Mar.                                                      | Abr.                                                      | May.                                                      | Jun.                                                      | Jul.                                                      | Ago.                                                      | Sep.                                                      | Oct.                                                      | Nov.                                                      | Dic.                                                      | Anual                                                     |
| --------------------------------------------------------- | --------------------------------------------------------- | --------------------------------------------------------- | --------------------------------------------------------- | --------------------------------------------------------- | --------------------------------------------------------- | --------------------------------------------------------- | --------------------------------------------------------- | --------------------------------------------------------- | --------------------------------------------------------- | --------------------------------------------------------- | --------------------------------------------------------- | --------------------------------------------------------- | --------------------------------------------------------- |
| Temp. máx. abs. (°C)                                      | 13.4                                                      | 18.4                                                      | 23.1                                                      | 29.5                                                      | 34.1                                                      | 35.6                                                      | 36.0                                                      | 36.9                                                      | 33.7                                                      | 27.0                                                      | 20.1                                                      | 16.6                                                      | 36.9                                                      |
| Temp. máx. media (°C)                                     | 1.3                                                       | 3.1                                                       | 7.6                                                       | 14.4                                                      | 19.3                                                      | 22.6                                                      | 24.7                                                      | 24.5                                                      | 19.0                                                      | 13.2                                                      | 7.2                                                       | 2.3                                                       | 13.3                                                      |
| Temp. media (°C)                                          | -1.5                                                      | -0.3                                                      | 3.1                                                       | 9.1                                                       | 13.9                                                      | 17.4                                                      | 19.3                                                      | 18.8                                                      | 13.8                                                      | 8.8                                                       | 4.0                                                       | -0.2                                                      | 8.9                                                       |
| Temp. mín. media (°C)                                     | -3.9                                                      | -3.1                                                      | -0.4                                                      | 4.3                                                       | 8.8                                                       | 12.4                                                      | 14.3                                                      | 14.0                                                      | 9.7                                                       | 5.5                                                       | 1.6                                                       | -2.4                                                      | 5.1                                                       |
| Temp. mín. abs. (°C)                                      | -26.6                                                     | -29.9                                                     | -20.9                                                     | -6.2                                                      | -2.9                                                      | 0.8                                                       | 4.6                                                       | 5.2                                                       | -0.9                                                      | -6.5                                                      | -15.4                                                     | -23.2                                                     | -29.9                                                     |
| Precipitación total (mm)                                  | 35.7                                                      | 33.1                                                      | 40.9                                                      | 43.2                                                      | 74.4                                                      | 79.2                                                      | 93.7                                                      | 62.0                                                      | 60.8                                                      | 48.3                                                      | 41.7                                                      | 34.9                                                      | 647.9                                                     |
| Nevadas (cm)                                              | 197.0                                                     | 213.5                                                     | 102.9                                                     | 12.8                                                      | 0.3                                                       | 0                                                         | 0                                                         | 0                                                         | 0                                                         | 3.6                                                       | 27.7                                                      | 99.0                                                      | 656.8                                                     |
| Días de lluvias (≥ 1 mm)                                  | 9.4                                                       | 8.3                                                       | 9.3                                                       | 7.7                                                       | 9.9                                                       | 10.0                                                      | 10.7                                                      | 8.5                                                       | 8.8                                                       | 9.0                                                       | 8.9                                                       | 8.6                                                       | 109.1                                                     |
| Días de nevadas (≥ 1 mm)                                  | 18.3                                                      | 17.8                                                      | 8.5                                                       | 1.3                                                       | 0.1                                                       | 0                                                         | 0                                                         | 0                                                         | 0                                                         | 0.4                                                       | 5.3                                                       | 14.6                                                      | 66.3                                                      |
| Horas de sol                                              | 50.8                                                      | 66.0                                                      | 121.7                                                     | 185.8                                                     | 231.4                                                     | 233.9                                                     | 245.4                                                     | 237.8                                                     | 166.8                                                     | 111.2                                                     | 54.5                                                      | 40.4                                                      | 1745.7                                                    |
| Humedad relativa (%)                                      | 86.2                                                      | 82.2                                                      | 75.9                                                      | 67.2                                                      | 69.7                                                      | 69.9                                                      | 70.3                                                      | 71.5                                                      | 77.8                                                      | 82.6                                                      | 86.7                                                      | 87.4                                                      | 77.3                                                      |
| Fuente: Promedios y totales mensuales                     |                                                           |                                                           |                                                           |                                                           |                                                           |                                                           |                                                           |                                                           |                                                           |                                                           |                                                           |                                                           |                                                           |

## Historia

Panorama desde la torre de Jasna Góra.

Los estudios arqueológicos proporcionan información que el área de la actual Częstochowa ya estaba habitada en la antigüedad. Los primeros vestigios de presencia humana en la zona se remonta a finales del Paleolítico (aproximadamente a 9000-8000 años antes de Cristo). Quizá con el tiempo de estado de los Vistulans en Siedlce en la colina Gąszczyk era una pueblo fortificado, hoy en día en la frontera oriental de Częstochowa.
La primera mención de la ciudad Częstochowa apareció en 1220. En el siglo XIV era una ciudad fundada, según la ley alemana, por el rey polaco Casimiro el Grande. En aquel entonces era un importante centro comercial del camino que iba de Rusia y Wołoszczyzna a la Baja Silesia y Sajonia. El siguiente acontecimiento histórico que influyó en el desarrollo de la ciudad fue el derecho de explotar vetas y fundir el hierro. Su situación favorable a orillas del río Warta y la localización del monasterio paulista facilitaron sin duda el desarrollo de la ciudad, además, alrededor del monasterio existía un asentamiento, Częstochówka, que en 1717 recibió el título de ciudad.
En 1807 fue incluida en el Ducado de Varsovia, hasta su ocupación por los rusos el 2 de abril de 1813.
Las dos ciudades se unieron oficialmente en 1826. Fue entonces cuando se formó la Avenida de la Santísima Virgen María (Aleja Najświętszej Maryi Panny), alrededor de la cual empezó a desarrollarse la ciudad: se construyeron casas de vecindad y se establecieron varias comercios. El desarrollo más intenso de Częstochowa coincide con la revolución industrial. En la ciudad ya existía canalización de aguas y la cruzaba la línea ferroviaria Varsovia-Viena. Debido a ello se establecieron aquí fábricas textiles, una fundición y se desarrolló la industria química y textil. La artesana tradicional se basaba en la producción de artículos hechos de metales preciosos, vidrio y cerámica.
A finales del siglo XIX Częstochowa era una ciudad con el desarrollo industrial más dinámico y la cuarta ciudad más grande del Reino Polaco. La culminación de este proceso fue la Gran Exposición Industrial y Agrícola organizada en 1909 en Częstochowa, que se convirtió en una gran demostración nacional de la cultura y del potencial técnico y productivo de Polonia. Desde 1933 la ciudad fue capital de provincia. A principios del siglo XX Częstochowa consiguió consolidar su patrimonio cultural. Se establecieron en la ciudad varias instituciones culturales, como museos, bibliotecas, teatros, cines y centros educativos, se desarrolló la prensa local.
En 1925 se estableció la Diócesis de Częstochowa que en 1992 fue elevada por el papa Juan Pablo II al rango de metrópoli.  El área de la ciudad se expandió de manera uniforme en todas las direcciones, por lo que el territorio de Częstochowa es compacto y regular.  En los años 1928-1930 el área de la ciudad fue de 47,2 km², y desde 1975 es 159,6 km². Las dos calles principales de la ciudad forman una cruz.  
El ambiente favorable para las inversiones caracteriza también a la ciudad actual. Hoy en día Częstochowa es una importante ciudad con una infraestructura desarrollada y una base económica y social apreciable. Es también centro universitario con nueve escuelas superiores en las que estudian 40 000 universitarios. Es una ciudad cultural que aprovecha su rica tradición e historia y ofrece un amplio repertorio cultural durante todo el año. Es también una ciudad abierta al mundo: en 1998 fue la primera ciudad de Europa Central y Oriental laureada con el Premio de Europa, una distinción otorgada anualmente por el Consejo de Europa, desde 1955, a aquellos municipios que hayan hecho notables esfuerzos para promover el ideal de la unidad europea.

## Peregrinación

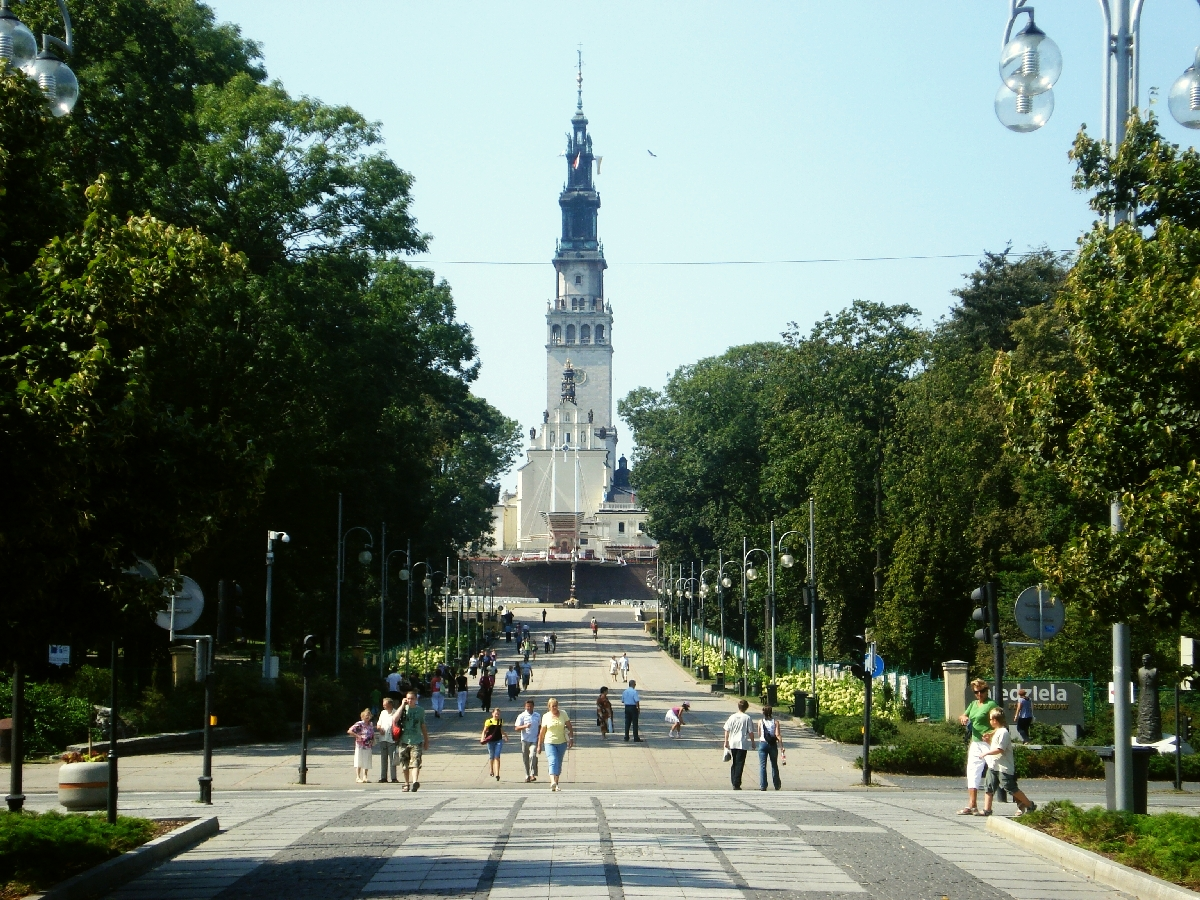
Jasna Góra.

Częstochowa es una ciudad conocida en todo el mundo por el icono de la Madona Negra, la imagen de la Virgen María que se encuentra en el monasterio de los paulistas en Jasna Góra (Monte Claro). Miles de peregrinos llegan aquí para agradecer o pedir dones a la Virgen, en momentos de alegría y de dolor. Częstochowa es uno de los principales centros de peregrinación del mundo. El santuario es cada año visitado por unos 4-5 millones de peregrinos de ochenta países. Una de las peculiaridades de las peregrinaciones a Częstochowa son las que se realizan a pie. Participan en ellas cada año unos 200 000 peregrinos. Las rutas más largas son de más de 600 km y el recorrido dura veinte días.

## Museos y galerías de arte
- Museos del Monasterio de los Padres Paulinos de Jasna Góra
- Museo de Częstochowa
- Museo de la Archidiócesis de Częstochowa
- Museo de Fabricación de Fósforos
- Galería Municipal de Arte
- Galería del Centro de Promoción de Cultura Gaude Mater
- Galería del Arte de Fundición Profesor Wacław Skawa
- Museo de Ferrocarriles
- Galería LONTY-PETRY
- Planetario Astronómico de Academia de Jan Długosz

## Arquitectura
- Iglesia de los Santos Andrés y Bárbara. Fue construida en la primera mitad del siglo XII para los fines del noviciado de los paulistas de Jasna Góra. La ubicación del templo en este lugar se debe, probablemente, a la existencia de una fuente en la que, según la leyenda, se lavó la imagen de la Virgen de Częstochowa tras su robo y profanación en 1430. A finales del siglo XIX la iglesia se erigió en parroquia. El templo es de estilo barroco con huellas del gótico. Se construyó como una iglesia de una sola nave, pero durante las reformas se añadieron naves laterales en forma de capillas. Detrás de la iglesia está la Capilla de Santa Bárbara que cobija la fuente milagrosa.
- Iglesia del Santísimo Nombre de María. Fue construida junto con el monasterio de los marianistas en los años 1859-1862. La iglesia es de estilo neogótico, de una nave y sin presbiterio. En el interior destaca el techo de casetones con rosetones y las paredes pintadas al fresco con motivos florales de estilo modernista. La iglesia, que al principio pretenecía al monasterio, ahora funciona como la iglesia del rectorato. Merecen especial atención los cuadros pintados por varios artísticas famosos, por ejemplo, el cuadro del retablo mayor, obra de Rafał Hadziewicz, que representa a la Inmaculada o los cuadros de January Suchodolki y Piotr le Brin. Dentro del coro de madera hay órganos de 1935, y debajo de él se pueden ver pilas de agua bendita al estilo barroco.

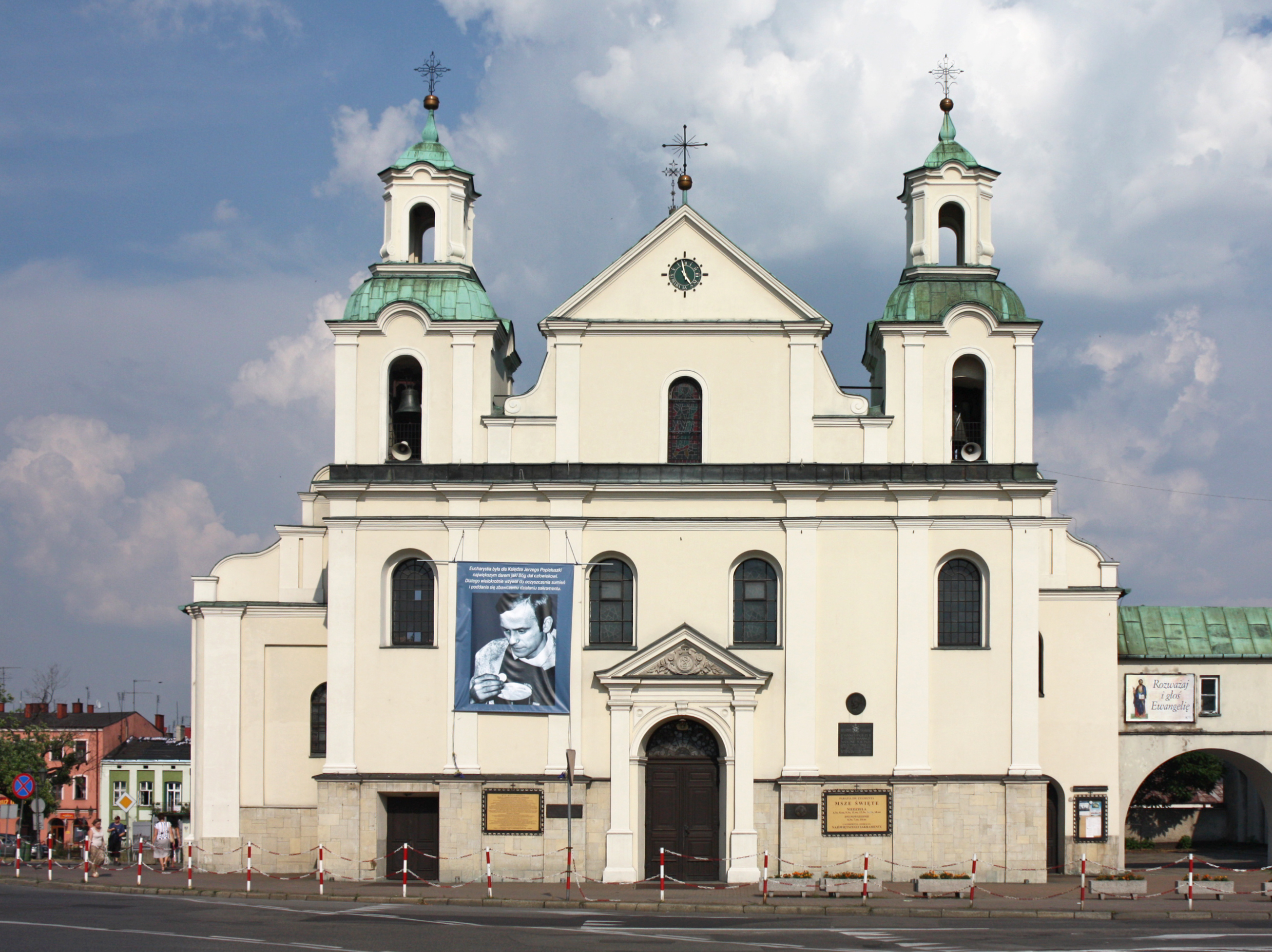
Iglesia de San Segismundo

- Iglesia de San Segismundo. Es la iglesia más antigua de Częstochowa, construida en el siglo XIV, con tres naves, presbiterio alargado y una torre gótica. Posteriormente se añadió la Capilla de San Gregorio (1625-1643) y la sacristía que estaba en la parte norte de la iglesia y fue derribada en el siglo XIX. Tampoco queda nada del cementerio parroquial de la Ciudad Antigua que estaba junto a la iglesia. La iglesia actual es de estilo barroco con una fachada de 1783 y con dos torres. Al lado de la iglesia está la casa del párroco, de dos plantas, y el edificio del antiguo convento de la primera mitad del siglo XVII, unido a la altura del primer piso con la iglesia. Donde hoy está la calle Mirowska, antes había un campanario situado al lado de la muralla y de la atalaya municipal, inexistentes hoy en día.

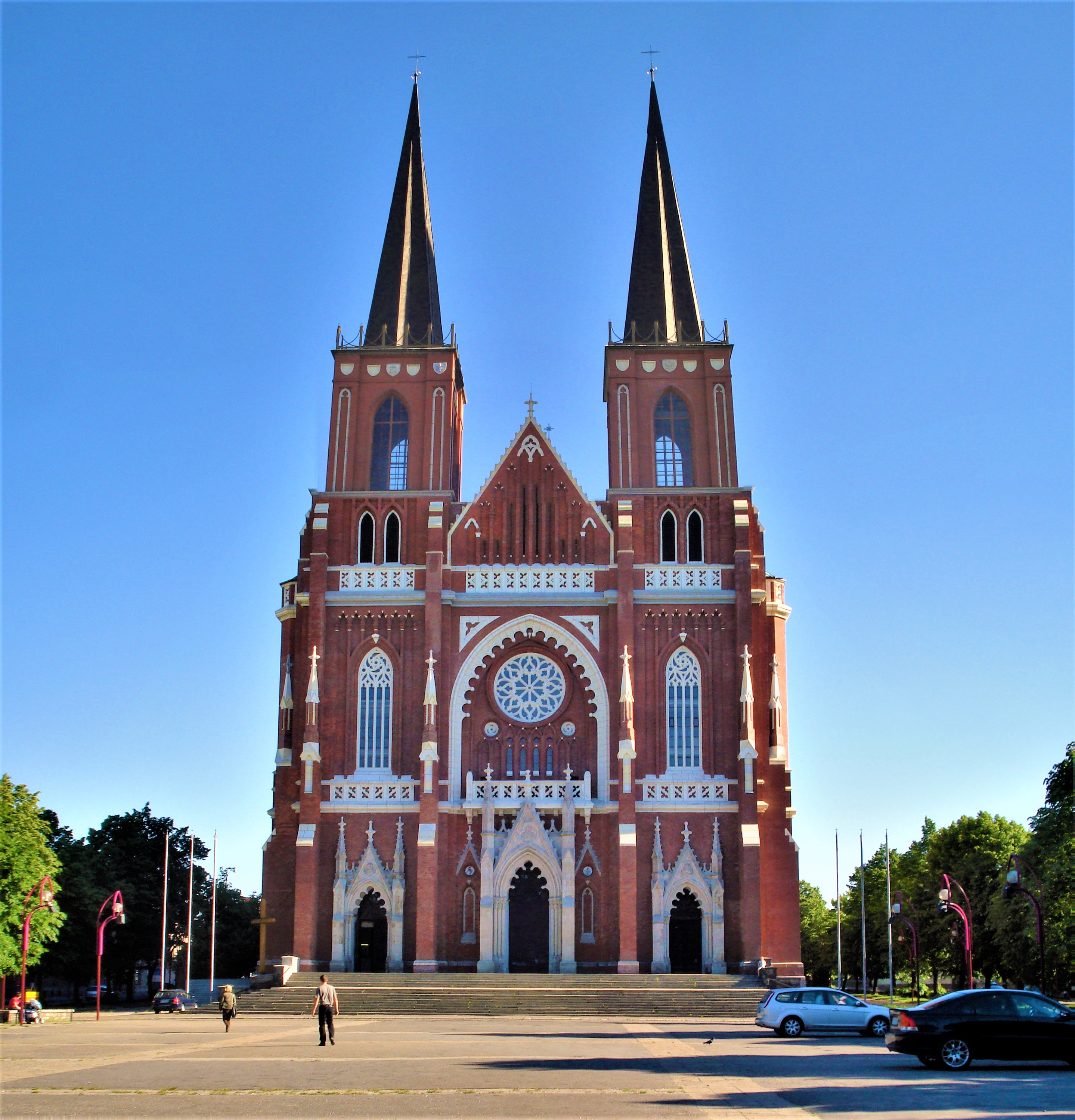
Archicatedral de la Sagrada Familia

- Archicatedral de la Sagrada Familia. Construida entre 1901 y 1927, es una de las iglesias más grandes de Polonia. El edificio está construido con ladrillo, con detalles arquitectónicos de piedra y arenisca, es de estilo neogótico, de tres naves con presbiterio alargado y una fachada con dos torres. El interior es de granito escandinavo, las vidrieras y el rosetón representan las escenas más importantes de la istoria de Polonia, así como los Santos Sacramentos. En la década de 1930, delante de los tres altares se añadieron barandillas con decoración al estilo gótico y bajorrelieves. Debajo de la Capilla de la Virgen de Częstochowa está la cripta de los obispos de Częstochowa.
- Iglesia y cementerio de San Roque y San Sebastián.

## Eventos
- Festival Internacional de Música Sacra "Gaude Mater"
- Trienal de Arte Sacro
- Festival de Violín Bronisław Huberman
- Talleres de pintura al aire libre El Otoño de Jura
- Festival de Jazz Tradicional "Hot Jazz Spring"
- Taller Municipal de Pintura al Aire Libre
- Festival Internacional de Folclore De cerca y de lejos
- Bienal Internacional de Miniatura
- Festividad de la Recolección en Jasna Góra
- Fiesta de la ciudad de Częstochowa

## Deporte
El Raków Częstochowa juega la Ekstraklasa y la Copa de Polonia, además quedó eliminado en la Conference League tras haberle ganado por penales a FK Sūduva, Rubín Kazan y haber perdido ante el KAA Gent. Disputa sus encuentros como local en el estadio municipal de Częstochowa.

## Ciudades hermanadas
- Altötting (Alemania)
- Fátima (Portugal)
- Loreto (Italia)
- Lourdes (Francia)
- Pforzheim (Alemania)
- Rezekne (Letonia)
- Šiauliai (Lituania)
- South Bend (Estados Unidos)
- Zapopan (México)